# کنراد وایشرت
کنراد وایشرت (آلمانی: Konrad Weichert; ۲۰ مارس ۱۹۳۴ – ۸ فوریهٔ ۲۰۰۳) قایقران قایق بادبانی اهل آلمان بود.